# Las Fieras del San Fernando
Las Fieras del San Fernando es un equipo de béisbol de Nicaragua  perteneciente al departamento de Masaya, participa en el  campeonato Germán Pomares Ordóñez de Nicaragua. Cuenta con muchos seguidores a nivel nacional. Actualmente juegan en el estadio nacional Roberto Clemente Walker ubicado en el malecón de la ciudad de Masaya.

## Historia
El San Fernando nació en 1915 producto de la unión de los equipos Waterloo, Argentina y París que participaban en la liga departamental y desde el principio fue muy exitoso logrando ganar sus primeros 24 juegos.
Su primer campeonato nacional lo obtuvo en serie contra el Cinco Estrellas en 1942, entre sus jugadores se encontraban Augusto Marín, Cojo Gámiz, Alberta Bermúdez, Julio Ampié, José Useda, Guillermo Rios, Ramon Corrales, Octavio Abaunza, Agustín Castro y Julio Selva como mánager.
El equipo de Masaya, Las Fieras del San Fernando, ha ganado el Campeonato Germán Pomares Ordóñez en 5 ocasiones.

## Estadio
Actualmente juegan en el estadio nacional Roberto Clemente Walker ubicado en el malecón de Masaya, Nicaragua el estadio fue y empezó a A ser remodelado el 3 de junio de 2021 y , fue inaugurado el 24 de noviembre de 2023 con un partido entre Puerto Rico y Nicaragua en el Día 1 del torneo clasificatorio de las Américas para la Copa Mundial de Béisbol Sub-23 WBSC, cuenta con una certificación de la Major League Baseball (MLB) el estadio tiene una capacidad para 4,026 personas.
El estadio que se divide en A, B,C, también tiene un área de cabina y transmisión, además cuenta con una pantalla grande de 14 x 4.33 metros que se puede ver con buena calidad de cualquier ángulo, cuenta con 4 mil 26 butacas, la cual 26 son para sillas de ruedas, equipado con baños modernos.
```
16 mil metros cuadrados de construcción, de estos, 12 mil 500 metros cuadrados de campo, con una grama especial bermuda 419, especial, ya que está posee resistencia al agua, está sembrada bajo arena, esto permite que si llueve en media hora el campo ya esté completamente  seco, además tiene un sistema de aspersores automáticos.
```

## Lineup actual 2025

### Lanzadores
1. Álvaro Membreño
2. Oliver Espinoza
3. Kevin Torres
4. Yendri Conde LZ
5. Juan Luna LZ *
6. Jefferson López
7. Carlos Alemán
8. Elio Carrión*
9. Cristopher Flores *
10. Yasser Díaz LZ *
11. Silverth Namendy *

### Infielders
1. Renato Morales
2. Brian Montiel
3. Franklin López
4. Yarol Ramírez (UTY)
5. Cristopher Cerda
6. Erick López *

### Outfielders
1. Jefferson Tórrez *
2. Enmanuel Aburto UTY *
3. Edgard Marenco *
4. Jonathan López
5. Juan Diego Montes 

### Receptores
1. Rodolfo Bone
2. Luis Arias
3. Julio Urbina *

### Cuerpo técnico
1. Bismark Guadamuz (MNG)
2. Yasmir Garcia
3. Danilo Sotelo
4. Freddy Chevez
5. Jose L. Quiroz
6. Francisco García

### Cuerpo de apoyo
1. Randa Barahona ADM
2. Juan Amador CB

### Calilas
3. Miguel Namendy (Fisioterapeuta)
4. Danny Tellez (CdB)
5. Rodrigo Montano (P. Físico)
6. Carlos Gonzales (Estadígrafo)
7. Francisco Mojica (Entrenador
Manager: Bismarck Guadamuz
Capitán: Renato Miguel Morales López